# BER試験
BER試験（Bit Error Rate（Ratio）しけん）とは、電気信号の伝送品質を検証する試験。

## 概要
パターン信号を発信端から投入し、ビットエラー（受信端でパルスが消滅したり、不要なパルスが発生したりすること）をカウントし、計測する。試験構成はパターン信号発生機器とビットエラーをカウントする測定機器で構成される。